# 想真花
想真 花（そうま はな、1999年8月7日 - ）は、日本のAV女優。ティーパワーズ所属。

## 略歴・人物
趣味・特技はカラオケ、ドライブ。
2018年12月、SODクリエイト専属女優の「平花（たいら はな）」としてAVデビュー。所属事務所はC-more エンターテイメント所属。
2019年8月、ティーパワーズに所属事務所を移籍し「想真花（そうま はな）」に改名。
2020年9月11日に退所を発表。桜花（さくら はな）に改名する。

## 出演作品

### アダルトDVD

#### 「平花」名義
2018年
- 身長140cm なんだかイケナイことをしているような感覚に陥る幼気な少女。 平花(たいらはな) 19歳 SOD専属 AVデビュー（12月6日、SODクリエイト）

2019年
- (裏)手コキクリニック 〜完全版〜 初めての性交治療看護学生 性交クリニック 看護学生 平花(20)（2月7日、SODクリエイト）共演:野々宮みさと、五十嵐星蘭
- 顔出し!女子大生限定 ザ・マジックミラー リアル友達関係の男女の素人大学生が生まれて初めての素股に挑戦! 3 in池袋 2人っきりの密室でクリトリスとチ○ポを擦り合わせると友情の壁を超え我慢できずにヌルッと挿入してしまうのか!? 人生初の真正中出しスペシャル! 2枚組8本番!（2月19日、ディープス）
- 女子○生限定 マジックミラー号 「下着メーカーのモニター調査」と称して生おっぱいをモミモミしながらインタビュー 清純そうな見た目からは想像もつかない超ドえろ発言連発! 敏感な美乳をもみほぐされて感度抜群女子○生が大人ち○ぽでイキまくり! 10人中10本番! 2（2月21日、SODクリエイト）※「ここあ」名義
- 埼玉県川●市 スーパーマーケット店長による美少女悪戯わいせつ投稿映像（2月22日、I.B.WORKS）
- 連続イキでブッとぶ 全身性感帯の逸材AVデビュー 感じ始めるとエンドレス痙攣しちゃう超敏感体質「頭がパァ〜ンってなってみたいんです…うふふ」（3月1日、ワンズファクトリー）※「光乃ひかり」名義
- 素人ナンパ GET!! No.200 女だらけのモブストリート スプラッシュ☆ハロウィン編（3月7日、桃太郎映像出版）
- 裏垢ハッシュタグ#J● 現役女子校生とのハメ撮りアカウント 2（3月10日、ブリット）※「はな」名義
- まさかの低身長140cm 極ミニ!スーパーミニマム妹 近親中出しSEX つるつるのパイパン♡（3月12日、ケートライブ）
- 「私の膣に精子を下さい」 卒業式1時間後の女子○生に自ら膣内射精を求める排卵日中出し6発（3月21日、SODクリエイト）
- 父に犯され続ける娘の近親相姦偏愛映像（3月22日、I.B.WORKS）
- マジックミラー号ハードボイルド 制服女子○生を「ファッション誌のSEX特集です」とナンパ 「チ○ポのにおいを消すキンタマパックを覚えませんか?」と言ってガチ勃起大人デカチンを握らせたら純情娘がまさかの発情!中出しまでしちゃうなんて!!（4月11日、サディスティックヴィレッジ）
- 視姦羞恥 撮影会で仕組まれた罠!激震マッサージ機に跨がり「サイレントイキ」する素人モデル（4月11日、サディスティックヴィレッジ）
- すっぴんレイプ 働く女のメイクを落として「抵抗したらすっぴん顔をネットにさらす」と脅してレイプ（4月11日、サディスティックヴィレッジ）
- 文系美少女 飛びっ子パンツ履いて小説朗読できたら10万円! 思わず潮吹き!失禁!激発情!中出しSEX大満足でお帰り…（4月15日、ピーターズ）
- DOC(ドック)的発掘AV出演!! Volume.02 忙しい日々の毎日、ストレス解消と女性としての癒しを求める現役保育士!おち●ちんが大好きと語る保育士にデカチン2本を差し出すと…（4月19日、DOC）※「はな」名義
- 彼女のお姉さんは巨乳と中出しOKで僕を誘惑（4月19日、OPPAI）共演:桐谷まつり
- 痴漢泣き寝入り娘 拒絶しながらもイってしまった眼鏡女子○生（4月25日、ナチュラルハイ）
- 姪交換 4 〜2人の叔父による調教姪っ子交換記録〜（4月26日、TMA）共演:渚みつき
- 発射無制限! 人気ヘルス嬢だらけの抜き差しバッチリ! 癒しのパイパン裏ヘルス お店に秘密で本番行為OKの裏風俗店（5月17日、BAZOOKA）
- 女囚強姦 檻の中の悲劇（5月19日、バミューダ）共演:星奈あい
- 思春期姪っ子姉妹性交（5月24日、TMA）共演:有栖るる
- 嫁の連れ子が可愛すぎてこっそり家庭内盗撮（6月1日、プラネットプラス）
- 義妹のおかげで毎日エッチなことができています。 親が再婚し一緒に住むことになったひきこもりの義兄は性欲モンスター! 2（6月7日、Hunter）
- 舐め痴女ハーレム 下半身トリプル3点責め（6月7日、犬）
- 「謝礼を出すのであなたのフェラテク見せてください!!」と声をかけ、付いて来た素人にさらに謝礼を上乗せしていき生中出しSEX成功!!（6月14日、S級素人）
- ナースもグルで逃げ場無し! 女子●生 セクハラ健康診断強制乳首イキ痴漢（6月19日、アパッチ）
- 緊縛濡れ汚し 放課後の秘め事（6月19日、ブラックドック）
- 羞恥 新入生 発育健康診断 令和元年 〜初夏〜（6月20日、サディスティックヴィレッジ）共演:御坂りあ、南なつき、冬愛ことね、八尋麻衣
- 午前10時 学校どうしたの…（6月22日、ビッグモーカル）※「はな」名義
- レズカップル山ガール 輪姦凌辱&強制懐妊 壊されてゆく極上女子大生 汗と愛液に咽び泣く淫極の山荘（6月25日、オーロラプロジェクト・アネックス）共演:星奈あい
- ナンパJAPAN検証企画! 女子大生限定! 友情vs.性欲 男女の友達同士がラブホで二人きり! 絶対にポロリしちゃう極小マイクロビキニ姿でドキドキ素股ミッション! お互いの股間はヒートアップして我慢できずにそのまま騎乗位セックスしちゃうのか!? 過激モニタリング!（6月25日、ナンパJAPAN）※「めぐみ」名義
- 日焼け美少女学校わいせつ（6月28日、I.B.WORKS）
- 恥じらいの奥の快感（7月1日、S-Cute）
- 彼女が制服に着替えたら。 09（7月5日、プレステージ）
- セックスよりも気持ちいい 高○生の初めての口内発射 フェラチオ優等生15人（7月7日、桃太郎映像出版）
- 低身長140センチ パイパン美少女中出し 〜純真無垢な女の子を変態育成〜（7月9日、ケートライブ）
- 洗脳ドリル 学校編 〜ムカつくクラスメイトの女子たちと担任の美人女教師は中出し専用の性欲処理奴隷〜（7月11日、SODクリエイト）共演:岬あずさ、あおいれな、今井ゆあ、藤波さとり
- 唾液ダラダラ接吻痴漢 2 オヤジを虜にするほど密着して舐めまくる痴女子○生（7月11日、ナチュラルハイ）
- こんな野外で?!顔射後も止めない突然の笑顔しゃぶりで連続2回おねだり女子○生 5（7月11日、ナチュラルハイ）
- そんなに女子○生のパンツが見たいの?なら…いっぱい見てね変態さん!と、カニばさみパンツ攻撃してきて苦しいけど幸せだ〜!従妹のパンツを見ていたら、どうして男ってパンツばっかり見てくるの?教えて!答えが出るまでパンツ見せてあげるねとまさかの神展開!（7月25日、SWITCH）共演:稲場るか、つくしみか
- 新 田舎のお嬢様学校の女子○生をさらってレイプ、射精直前に「お前より可愛い娘を今すぐ電話で呼ばないと中出しするぞ」と脅して友達を連れてこさせてその娘もレイプ、そして結局全員にナマ中出し! 3（7月25日、サディスティックヴィレッジ）
- 再婚相手の連れ子を犯す父の近親相姦映像（7月26日、I.B.WORKS）
- ナチュラルハイ20周年記念作品 痴漢総決起集会2019 夏の陣撮り下ろし10作品 完全［中出し］スペシャル（8月1日、ナチュラルハイ）
- マジックミラー号スナイパー 工事現場で働く“けんせつ女子”を秒速19回激ピス・マシンバイブでガン突き! 潮を吹いても痙攣しても止まらぬマシーンにガックンガックン・アクメ!（8月1日、サディスティックヴィレッジ）
- ツインテールの黒髪美少女はびっくびく痙攣しちゃう瞬イキ娘（8月1日、プラネットプラス）
- ガチ生録ナンパ清純's LOVE 街頭でフリーハグのお願いして優しそうな娘を選別! イケると踏んだらお持ち帰りして卑猥な個撮動画［●］REC（8月10日、ホットエンターテイメント）
- 練習後にカラッカラになるまで射精させられ密着コンビネーション逆3Pで痴女られる僕（8月25日、kawaii*）共演:渚みつき
- 女子●生 ポルチオ連続爆イキ泡吹き痴漢（9月7日、アパッチ）
- 教え子と子作り新婚生活（9月12日、アイエナジー）[5]
- ラッキーパンチラ学園 クラス全員とエッチな『神』展開の挑発チラリズムハーレム!（9月13日、ムーディーズ）共演:星奈あい、早美れむ、跡美しゅり、あおいれな、嗣永さゆみ、生田みく、阿部乃みく、山井すず、五十嵐星蘭
- ドキドキワクワクが止まらない修学旅行に男子はボク1人!! しかも深夜バスで行くんです!何かが起こる予感が…。（9月19日、Hunter）共演:皆月ひかる、葉月桃、天月叶菜、天希ユリナ、新垣智江 ほか
- 青春時代宣言!!ミニマム!!!身長140cm!おっぱいDカップ!!!純粋無垢な絶対美少女 花ちゃん（10月1日、AV）
- 「お兄ちゃん、もしかして私のこと避けてるでしょう?」 「バカその逆だよ!どストライクなんだよ(※心の声)」 3（10月7日、Hunter）
- 終電泥酔娘 中出し電車痴漢（10月7日、アパッチ）
- ナチュラルハイ20周年記念作品 ハロウィン痴漢 中出しスペシャル（10月10日、ナチュラルハイ）
- 媚薬射精ペニバン襲激4 女の中出しピストンの快感で助けも呼べず理性を失いレズ覚醒する女子○生（10月10日、ナチュラルハイ）
- 結婚直前の蜜月、毎晩旦那さんに愛されて最高感度になっている新妻 ブライダルエステで油断したところに媚薬チ○ポを即ハメ! すぐに抵抗が弱まり、感じ始めたところでマシンバイブ挿入、潮を吹きまくって、中出しをすんなり受け入れる! 6（10月10日、サディスティックヴィレッジ）
- 駄菓子屋おじさんとかくれんぼ（10月25日、I.B.WORKS）共演:泉りおん、有栖るる、渚ひまわり、神坂ひなの
- びしょ濡れ低身長●学生雨宿り強制わいせつ（10月25日、I.B.WORKS）
- 学校帰りの女子校生が水着に着替えて参加! ヌルヌル泡泡ソープ体験（11月7日、アイエナジー）
- 気弱な義妹のお口で喉奥ハードピストンイラマチオ練習していたらパンツにシミが出来るほどのビショ濡れ状態!!喉奥発射したばかりのボクのチ○ポを求めるほどのド淫乱女に豹変!（11月7日、Hunter）共演:上川星空
- Mに目醒めた瞬間… 逆転の悦び 漫画家とアシスタントレズビアン（11月7日、ビビアン）共演:野々原なずな

2020年
- もし内緒でHしようと誘われたら（1月13日、S-Cute）

#### 「想真花」名義
2020年
- ボクだけのご奉仕メイド（1月10日、クリスタル映像）
- えっちな女子校生の淫語かたりかけぐちゅぐちゅ連続絶頂指オナニー（1月23日、アイエナジー）
- 孤独の風俗 メンズエステ編（1月25日、ダスッ!）
- 「私だって必死でイクのガマンしたんだよ…」普通のSEX(ゴム有)しかした事ない女子●生が出会って間もない男に何度もイカされまくり「ナマで膣(なか)内をいっぱいにして♪」なんかイキまくっちゃう件について（1月25日、ホームルーム）

### アダルトVR

#### 「平花」名義
2019年
- 年下の制服美少女に叱られながら犯されるVR（3月8日、kawaii*）
- クソ真面目な生徒会長が図書室では痴女に豹変!? 官能的な囁き淫語で誘惑されて抵抗できない僕（4月5日、kawaii*）
- 僕の部屋は制服J●コスプレデリヘルの待機部屋!! 目のやり場に困るミニスカパンチラパラダイス!!ヤングでフレッシュなだけじゃない！中出し三昧VR!!（4月19日、変態紳士倶楽部）共演:夏原唯、柳川まこ、星咲きい
- 母親の目の前でこんな事… 「お母さん悲しむ…なんで…シちゃうの…?」（4月27日、ブイワンVR）
- チ○ポビンビンCFNM学園VR 今年から共学になった女子校に入の挑発チラリズムハーレム!（9月13日、ムーディーズ）共演:星奈あい、早美れむ、跡美しゅり、あおいれな、嗣永さゆみ、生田みく、阿部乃みく、山井すず、五十嵐星蘭
- ドキドキワクワクが止まらない修学旅行に男子はボク1人学したら男が1人しかいなくて、あげくの果てに制服が無いので全裸で過ごすように言われ、チ○ポ丸出しで学園生活を送る事になったボク!!（5月8日、ワンズファクトリー）共演:夏原唯、葉月もえ、明海こう、優梨まいな、碧しの、上川星空、柳川まこ、あゆみ莉花、成沢めい、星咲きい
- 『もっと激しく突いて!まさか私がこんなにエッチだなんてクラスの誰も思ってないよね?』 ボクの彼女はクラスでごくごく普通の地味目な女子…。教室で全く目立った存在では…。でも彼女はすごくエロいんです!そんなエロいんです!クラスの誰も想像できないようなエッチな事をボクたちはいっぱいしています!そんな隠れヤリマンな彼女と汗をかくほどの激しいエッチをしまくるVR（6月1日、ロイヤル）
- パパとママは知らない。性の快感に目覚めた姉妹の秘密のパパ活記録(仮)（6月20日、KMPVR-bibi-）共演:あまね弥生
- 去年まで女子校だった学校で男子はボクら2人だけ!毎日イジメられてムカつくから文化祭の準備中に『睡眠薬』で全員眠らせてイタズラしまくり!ハメまくって復讐!!寝てるだけだとつまらないから『媚薬』も飲ませて強制発情!超淫乱に豹変したクラスメイトと中出しセックスヤリまくり!VR（6月25日、アパッチ）共演:葉月もえ、上川星空、後藤里香、あまね弥生、生田みく ほか
- 淫口VR（7月1日、KMPVR）
- 夏休みの宿題中にわいせつVR（7月4日、SODクリエイト）※「はな」名義
- お姉ちゃんに内緒で彼氏を誘惑し、突然痴女に変貌する妹の花とたっぷり変態せっくす。（7月10日、KMPVR-bibi-）
- 顔騎楽園（7月12日、KMPVR）
- 働くオンナのTバック直視VR（7月15日、SODクリエイト）
- 服が透ける虫眼鏡VR（7月18日、SODクリエイト）
- パイパン美少女精密身体測定VR（7月24日、TMA）共演:跡美しゅり、雨宮凜、茜麻衣子 ほか
- 超高画質 唾飲みVR －最終章・究極唾－（7月29日、SODクリエイト）
- パンツ上オナニー 〜もう我慢出来ないよ…Hなお汁が止まらないの…〜（8月4日、KMPVR）
- 無限 顔舐めVR（8月26日、SODクリエイト）
- パンチラを堂々とガン見できちゃうVR 23人SP!（8月28日、Hunter）
- アナルのシワを数えるVR（8月29日、TMA）
- 夏休みに1人で田舎に遊びに来たじぃじ大好きな可愛い孫（9月16日、SODクリエイト）※「はな」名義
- 先っぽ3cmまでは挿入させてくれる妹とのギリギリ相姦未満生活【VR編】僕のチ○ポでフェラ練習とカリ首だけを抜き挿しする先っぽ騎乗位と顔めちゃ近いグラインド対面座位とツインテールハンドルバックと超・覆いかぶさり正常位【生中出し】（9月19日、アリスJAPAN）
- 【自己紹介VR】 人気AV女優が丁寧に名前からオナニーの仕方までアナタに伝えてくれる「私のこと知ってください!」（9月19日、SODクリエイト）
- パパ活円光! 小悪魔制服美少女の淫語にメロメロ♥ラブホでしっぽり中出し性交（9月21日、こあらVR）
- 【第二弾】 目の前に広がる美アナル大図鑑 ―シワまで丸見え恥じらいヒクヒク美尻アナルVR―（10月4日、こあらVR）
- 数年ぶりに再会した姪っ子! 発育が良過ぎて困るw 「どう?少しは女の子っぽくなってるかなぁ…ドキドキ」（10月24日、TEPPAN VR）
- VR美少女のおもらし（11月27日、TMA）
- 女子●生中出しレイプVR（11月27日、TMA）

### イメージDVD

#### 「平花」名義
- Kusuguri Time（2019年5月15日、スパークビジョン）
- Tickling X 〜Kusuguri Time 2〜（2019年6月26日、スパークビジョン）
- 濡れフェチプレイ 〜濡れた筆でいたずら〜（2019年9月4日、アドア）

## 出演

### ネットテレビ
- DTテレビ #98（2019年11月8日、AbemaTV）

### テレビ
- 魚拓と成瀬のツキとスッポンぽん #281,#282（2020年1月19日,26日、パチ・スロ サイトセブンTV）